# Запрудново (Шуйский район)
Запрудново — деревня в Шуйском районе Ивановской области. Входит в состав Колобовского городского поселения.

## География
Находится в южной части Ивановской области на расстоянии приблизительно 14 км на юг-юго-запад по прямой от районного центра города Шуя.

## История
В 1859 году здесь (тогда деревня в составе Ковровского уезда Владимирской губернии) было учтено 12 дворов.

## Население
Постоянное население составляло 61 человек (1859 год), 35 в 2002 году (русские 97 %), 18 в 2010.